# Tephritis headricki
Tephritis headricki
 es una especie de insecto díptero que Goeden describió científicamente por primera vez en el año 2002.
Esta especie pertenece al género Tephritis de la familia Tephritidae.